# Régie Autonome des Transports Parisiens

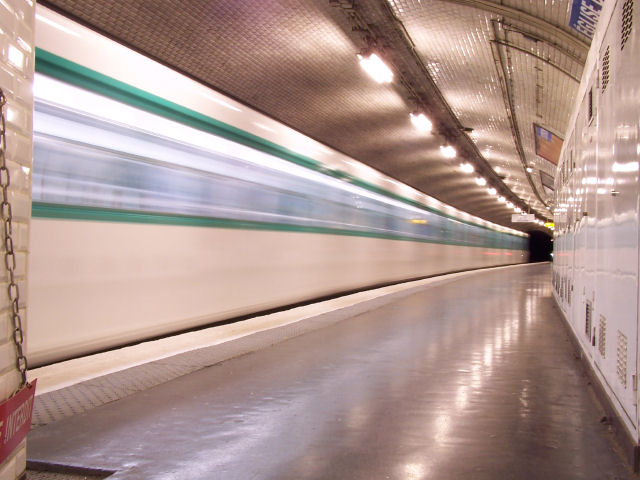
Estação Église d'Auteuil

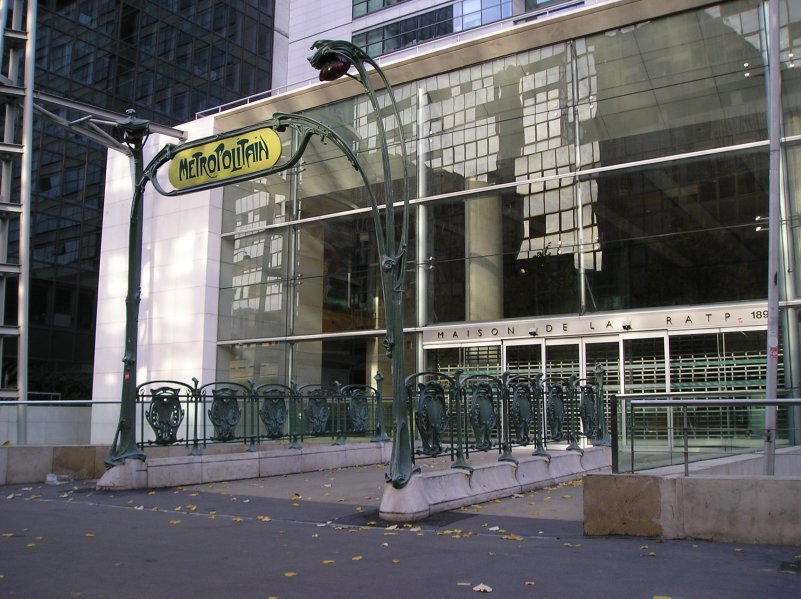
La Maison de la RATP - A sede da RATP

A Régie Autonome des Transports Parisiens ou RATP (em português: Empresa pública autônoma dos Transportes Parisienses) é a empresa responsável pelos transportes públicos em Paris e nos seus arredores. A empresa gera o serviço do metrô, a rede extensa de autocarros/ônibus, o sistema RER, e ainda oito linhas de tramways (light rail).
A RATP foi criada em 21 de Março de 1948 através da fusão da Compagnie du Chemin de Fer Métropolitain de Paris (CMP - Companhia do Caminho de Ferro Metropolitano de Paris), que operava o Metrô de Paris, e a Société des Transports en Commun de la Région Parisienne (STCRP - que operava a rede de autocarros/ônibus). Na altura em que a STCRP deu lugar à RATP, todos os eléctricos/bondes foram substituídos por autocarros/ônibus.
Ironicamente, atualmente existem projetos para criar novas linhas de tramway pela RATP, tal como acontece um pouco por toda a Europa.

## Números
Serviço realizado em 2002 (em milhões de passageiros):
total: 2666,3 dos quais:
- metrô: 1283,3 (48%)
- autocarro/ônibus: 915,9 (34%)
- RER A e B: 410,0 (15%)
- tram/eléctrico/bonde: 52,2 ( 2%)
- Orlyval: 2,1

Estatística (2004)
- autocarro/ônibus : 3403 km de linhas (das quais 569 km na Paris propriamente dita).
- tram/eléctrico/bonde: 6 linhas (20 km)
- metrô: 16 linhas (211 km / 297 estações)
- RER: 2 linhas regionais
- Funicular de Montmartre (100 m)